# Sorbus muliensis
Sorbus muliensis är en rosväxtart som beskrevs av Mcall.. Sorbus muliensis ingår i släktet oxlar, och familjen rosväxter. Inga underarter finns listade i Catalogue of Life.